# Jiagenba
Jiagenba (kinesiska: 甲根坝乡, 甲根坝) är en socken i Kina. Den ligger i provinsen Sichuan, i den sydvästra delen av landet, omkring 260 kilometer väster om provinshuvudstaden Chengdu. Antalet invånare är 2 537. Befolkningen består av 1 242 kvinnor och 1 295 män. Barn under 15 år utgör 23,0 %, vuxna 15-64 år 70 %, och äldre över 65 år 5,0 %.
Genomsnittlig årsnederbörd är 1 759 millimeter. Den regnigaste månaden är september, med i genomsnitt 328 mm nederbörd, och den torraste är december, med 8 mm nederbörd.